# Recopa Sudamericana 2015
De Recopa Sudamericana 2015 was de 23ste editie van de Zuid-Amerikaanse supercup die jaarlijks gespeeld wordt in het Zuid-Amerikaanse voetbal tussen de winnaars van de CONMEBOL-competities Copa Libertadores en Copa Sudamericana. River Plate won het toernooi door San Lorenzo te verslaan over twee wedstrijden.

## Gekwalificeerde teams
| Team        | Kwalificatie                   | Vorige deelnames |
| ----------- | ------------------------------ | ---------------- |
| San Lorenzo | Winnaar Copa Libertadores 2014 | 2003             |
| River Plate | Winnaar Copa Sudamericana 2014 | 1997, 1998       |

## Wedstrijdinfo

### 1e wedstrijd
|                               |             |       |             |                                                            |
| 6 februari 2015 21:00 (UTC−3) | River Plate | 1 – 0 | San Lorenzo | El Monumental, Buenos Aires Scheidsrechter: Germán Delfino |
| 6 februari 2015 21:00 (UTC−3) | Sánchez 77' |       |             | El Monumental, Buenos Aires Scheidsrechter: Germán Delfino |

### 2e wedstrijd
|                                |             |             |             |                                                                    |
| 11 februari 2015 21:00 (UTC−3) | San Lorenzo | 0 – 1       | River Plate | Estadio Pedro Bidegain, Buenos Aires Scheidsrechter: Néstor Pitana |
| 11 februari 2015 21:00 (UTC−3) |             | 67' Sánchez |             | Estadio Pedro Bidegain, Buenos Aires Scheidsrechter: Néstor Pitana |

River Plate wint met 2-0 over twee wedstrijden.